# Công nghệ thông tin tiếp cận
Khả năng truy cập web là cách thực hành bao gồm đảm bảo không có rào cản nào ngăn cản sự tương tác hoặc truy cập vào các trang web của người khuyết tật. Khi các trang web được thiết kế, phát triển và chỉnh sửa chính xác, nhìn chung tất cả người dùng đều có quyền truy cập như nhau vào thông tin và chức năng.
Những dạng thương tật ảnh hưởng đến khả năng tiếp cận mạng lưới viễn thông và công nghệ thông tin cũng như nhiều hoạt động khác trong cuộc sống:
- Rối loạn lời nói
- Khiếm thính
- Khiếm thị
- Dị dạng hay thương tật ở các chi hay khuyết tật vận động

Việc điều chỉnh mạng lưới viễn thông và công nghệ thông tin cho phù hợp với người khuyết tật phụ thuộc vào mỗi dạng tật vì mỗi dạng có một yêu cầu thích nghi khác nhau.Vì vậy, việc này cần được nghiên cứu bởi các chuyên viên y tế cũng như cần có bản phân tích công việc khi người khuyết tật yêu cầu một số điều chỉnh phù hợp.

## Các ứng dụng công nghệ thông tin hỗ trợ tiếp cận
Một trong những lĩnh vực đầu tiên mà ngành công nghệ thông tin tham gia đã cải thiện được chất lượng cuộc sống cho những cá nhân khuyết tật là sản phẩm xe lăn vận hành bằng giọng nói. Các đối tượng bị liệt cả tay lẫn chân có thể nói là thuộc dạng tật nghiêm trọng nhất và cũng chính vì thế mà dòng xe lăn vận hành bằng giọng nói đã được phát triển lần đầu tiên vào năm 1977 để gia tăng khả năng lưu động cho những đối tượng như thế này. Phiên bản đầu tiên của phương tiện này đã thành công trong việc thay thế hệ thống điều khiển tay bằng một cơ cấu có khả năng định dạng 8 câu khẩu lệnh khác nhau. Nhiều cải tiến về công nghệ thích nghi khác đã được mở ra từ ý tưởng phát triển ban đầu này.

## Khuyết tật chi
Thiếu chi cánh tay và ngón tay gây khó khăn trong việc sử dụng bàn phím và công cụ trỏ (trỏ chuột). Đây cũng là một trong những loại hình khuyết tật nghiêm trọng nhất, và cũng vì thế mà ngành công nghệ điện tử đã có những cải tiến vượt bậc trong lĩnh vực này trong suốt 20 năm trở về trước. Những thiết bị và phần mềm nhận dạng giọng nói có thể cải thiện khả năng tiếp cận với công nghệ thông tin của người khuyết tật như:
- Chức năng nhận dạng giọng nói
- Phần mềm Dragon Naturally Speaking (phần mềm nhận dạng giọng nói)
- Tính năng Opera Voice Browsing (tìm kiếm thông tin bằng giọng nói trên trình duyệt Opera)
- Apple Accessibility(các tính năng hỗ trợ tiếp cận trên sản phẩm của Apple)

## Tật rối loạn lời nói
Tật rối loạn lời nói gây cản trở đến khả năng phát ra lời nói rõ ràng dễ hiểu. Có nhiều nguyên nhân khác nhau dẫn đến hiện tượng này như thoái hoá hệ thần kinh, thoái hoá cơ, đột quỵ và tổn thương thanh quản. Phương pháp hiện đại hỗ trợ đối tượng khuyết tật về phát âm là áp dụng công cụ mô phỏng lời nói vào một giao diện văn bản, dành cho những đối tượng khuyết tật phát âm hoàn toàn. Đây có thể là một cải tiến tuyệt vời cho những người đang phải sử dụng máy làm rung thanh quản (máy làm rung cuống họng) để phát ra lời nói từ những năm 1960.

## Khiếm thính
Một cá nhân được xác định mất khả năng nghe khi mức độ nghe kém xác định ở mức 30 dB cho một tần số nhưng không phải lúc nào cũng được nhìn nhận như một dạng khuyết tật. Ví dụ như tật mất nhạy bén một tai ảnh hưởng đến khả năng định vị âm thanh, ảnh hưởng dây chuyền đến khả năng giao tiếp trong đám đông. Loại khuyết tật này thường được phát hiện khi xảy ra sự lúng túng về câu chữ trong cuộc hội thoại đơn thuần. Việc này ít nhiều gây cản trở cho những giao diện chỉ sử dụng giọng nói để vận hành, ví dụ như những hệ thống dịch vụ điện thoại tự động, bởi vì thỉnh thoảng cũng gặp nhiều khó khăn trong việc tăng âm lượng và lặp lại tin nhắn.
Nghe kém ở mức độ từ nhẹ đến trung bình có thể được hỗ trợ bằng dụng cụ hỗ trợ thính lực khuếch đại các âm thanh xung quanh. Thiết bị cầm tay với chức năng nhận dạng giọng nói và viết ra được đoạn văn bản có thể giảm thiểu những vấn đề có liên quan đến việc nắm được nội dung hội thoại. Loại nghe kém này rất thường gặp và thường trở nên tệ hơn khi tuổi tác ngày càng tăng.
Phương pháp hiện đại để đối phó với tật khiếm thính sâu là sử dụng trình xử lý thư điện tử hay từ ngữ trên mạng Internet. Thiết bị hỗ trợ viễn thông cho người khiếm thính TDD (the Telecommunication Device for the Deaf) được biết đến dưới tên máy điện báo đánh chữ (TTY) trong những năm 1960. Những thiết bị này bao gồm một bàn phím, bộ phận hiển thị và modem nối hai hay ba thiết bị tương tự sử dụng dây nối chuyên dụng hoặc linh kiện điện thoại đơn giản (POTS).

## Khiếm thị
Tật khiếm thị cũng là một trong những dạng tật gây nhiều khó khăn nhất. Có rất nhiều sản phẩm công nghệ có thể được dùng để hỗ trợ cho các đối tượng khiếm thị, bao gồm chức năng phóng to màn hình, trình duyệt tổng hợp giọng nói qua con trỏ chuột, công cụ hiển thị chữ Braille, máy đánh chữ Braille, máy camera Braille, điện thoại và bảng đánh chữ nhận dạng giọng nói,...
Một sản phẩm nổi bật có thể giúp cho giao diện các máy tính bình thường trở nên tiếp cận với người khiếm thị là công cụ hiển thị nổi có thể nhập lại (Refreshable Tactile Display), một cách hiển thị rất khác so với cách hiển thị chữ Braille thông thường. Nó cung cấp một mặt phẳng nổi tương đương với những chấm sáng và tối trong cách hiển thị thông thường, khá giống với máy Touch Sight Camera dành cho người khiếm thị.
Công cụ ngôn ngữ Đánh dấu và Tổng hợp Lời nói và công cụ Xác định ngữ pháp và Nhận diện Lời nói là những công nghệ nổi bật được dự định sẽ tiêu chuẩn hoá giao diện giao tiếp, sử dụng định dạng BNF và định dạng XML. Những công nghệ này trợ giúp đối tượng khiếm thị và khuyết tật sinh lý bằng cách hỗ trợ khả năng truy cập vào nội dung trang web mà không cần phải tận mắt nhìn thấy nội dung.Trong khi những công nghệ này hỗ trợ truy cập cho những cá nhân khiếm thị thì những thành phần hỗ trợ chủ chốt vẫn là những hệ thống tự động hoá, thay thế cho nhân viên trực điện thoại làm việc trong mạng lưới phục vụ khách hàng qua đường dây nóng.
Nhiều bước tiến quan trọng đã được tiến hành để phối hợp thực hiện một bộ nguyên tắc về mức độ tiếp cận của Web. Bộ nguyên tắc đầu tiên và cũng được biết đến nhiều nhất là Sáng Kiến Web Tiếp Cận (Web Accessbility Initiatives, viết tắt là WAI), là một phần của Tập đoàn Mạng lưới Toàn cầu (World Wide Web Consortium, viết tắt là W3C). Tổ chức này phát triển phần mềm gọi là Nguyên tắc về Nội dung Web Tiếp cận (Web content Accessibility Guidelines, viết tắt là WCAG) 1.0 và 2.0, hướng dẫn cách làm cho nội dung trên Web trở nên tiếp cận đối với mọi người, bao gồm cả người khuyết tật. Nội dung web nói chung liên quan đến những thông tin trong một trang web hoặc trình lướt web, bao gồm văn bản, hình ảnh, định dạng và âm thanh.
WCAG được chia thành 3 mức độ tuân thủ là A, AA và AAA. Mỗi mức độ yêu cầu một bộ nguyên tắc nghiêm khắc hơn, ví dụ như các phiên bản khác nhau của HTML (phiên bản Chuyển Tiếp hay phiên bản Tuyệt Đối) và những kỹ thuật khác sẽ được nhập vào bộ mã của người dùng trước khi hoàn tất việc phê chuẩn. Những công cụ trực tuyến cho phép người dùng đệ trình những trang web của họ và tự động chạy trang web qua những nguyên tắc của WCAG và viết ra một bản thống kê, ghi rõ là trang web đã tuân thủ đến mức độ nào của nguyên tắc. Adobe Dreamweaver đồng thời cũng chào hàng những chức năng bổ sung, cho phép các nhà phát triển trang web kiểm tra lại những nguyên tắc ngay trên phần làm việc của họ từ trong chương trình.
Bên cạnh đó, Chính phủ Mỹ cũng góp phần không nhỏ vào việc phát triển các chính sách tiếp cận. Để hưởng ứng mục thứ 508 của Đạo Luật Phục hồi chức năng Mỹ vào năm 1973, Bộ Tiếp Cận Hoa Kỳ đã ban hành những tiêu chuẩn mà Cơ quan Liên bang Mỹ bắt buộc phải tuân theo để làm cho những trang web của họ trở nên tiếp cận. Chính quyền Dịch vụ Tổng quát Mỹ đã phát triển một trang web mà mọi người có thể được huấn luyện miễn phí trực tuyến về những luật và nguyên tắc tiếp cận này.
Một số ví dụ về những nguyên tắc đảm bảo tiếp cận của trang web:
- Ít nhất phải có WAI-AA (hay thường được gọi là AAA) tuân thủ theo WCAG của WAI
- Sematic web (website thông minh có thể lập luận phân tích để hiểu và dự đoán nhu cầu của người sử dụng)
- Phê chuẩn (X)HTML của W3C đối với nội dung trang web
- Phê chuẩn CSS của W3C cho giao diện trang
- Tuân thủ theo tất cả những nguyên tắc trong mục 508 của Bộ luật Phục hồi chức năng Mỹ
- Phiên bản trang có tương phản cao dành cho những đối tượng có thị giác kém và phiên bản có tương phản thấp (màu vàng hoặc xanh lam) dành cho những đối tượng bị mắc chứng đọc khó (dyslexia)
- Phương tiện truyền thông thay thế dành cho bất cứ đa phương tiện nào được sử dụng trên trang web (video, flash, audio,...)
- Các phương tiện điều hướng đơn giản và xuyên suốt
- Thiết bị độc lập

Trong khi WCAG cung cấp nhiều thông tin kỹ thuật cho mục đích sử dụng bởi các nhà thiết kế web, người viết mã và người biên tập, BS 8878:2010 Web tiếp cận - Mã thực tập đã được giới thiệu, khởi nguồn từ vương quốc Anh, để hỗ trợ cho các chủ trang web và các nhà quản lý sản phẩm hiểu được tầm quan trọng của tiếp cận. Nó bao gồm đề xuất về các trường hợp kinh doanh có liên quan đến tiếp cận và cách mà các tổ chức có thể cập nhật các chính sách của họ cũng như tiến trình sản xuất để có thể lồng tiếp cận vào việc kinh doanh thường ngày.
Một ý tưởng hữu ích khác nữa là bao gồm bản báo cáo về tính tiếp cận của trang web ở ngay trên chính trang đó. Được giới thiệu lần đầu trong PAS 78, cách thực tập tốt nhất cho báo cáo về tính tiếp cận của trang web đã được cập nhật trong BS 8878 để nhấn mạnh việc bao gồm thông tin về cách mà người cao tuổi và người khuyết tật thuận lợi hơn trong việc sử dụng trang web bằng cách sử dụng thiết bị hỗ trợ hoặc những cài đặt tiếp cận của trình duyệt hay hệ thống vận hành ; đã bao gồm thông tin về những tính năng tiếp cận mà người tạo lập trang web và nếu có người dùng nào cần những gì mà trang web hiện tại không hỗ trợ (ví dụ như video được miêu tả kỹ càng cho phép người khiếm thị tiếp cận nội dung của video một cách dễ dàng); và chi tiết liên lạc để giúp người khuyết tật thuận lợi trong việc nhờ sự trợ giúp từ người tạo lập trang web, nếu họ gặp khó khăn trong quá trình sử dụng. Trong trường hợp việc phê chuẩn cho WCAG, những biểu tượng và huy hiệu tiếp cận khác có thể xảy ra thì những biểu tượng này nên được đặt bên dưới báo cáo về tính tiếp cận của trang web vì phần lớn người khuyết tật vẫn chưa nắm được ý nghĩa của những cụm từ chuyên môn.
1. ↑  xem thêm ở BBC Trang Web Của Tôi Cá Tính Của Tôi

### Các tiêu chuẩn và hướng dẫn
- W3C – Web Accessibility Initiative (WAI)
- W3C - Web Content Accessibility Guidelines (WCAG) 2.0
- Equality and Human Rights Commission: PAS 78: a guide to good practice in commissioning accessible websites (which BS 8878 supersedes) Lưu trữ ngày 3 tháng 7 năm 2015 tại Wayback Machine
- European Union – Unified Web Evaluation Methodology 1.2
- University of Illinois iCITA HTML Accessibility Best Practices Lưu trữ ngày 8 tháng 2 năm 2020 tại Wayback Machine
- Microsoft accessibility portal

### Văn bản luật của các chính phủ
- Searchable index of government web guidelines
- Canada - Standard on Web Accessibility
- Ireland – Disability Act 2005 Lưu trữ ngày 24 tháng 11 năm 2012 tại Wayback Machine
- Malta – The Foundation for Information Technology Accessibility Lưu trữ ngày 6 tháng 6 năm 2015 tại Wayback Machine
- UK – Equality Act 2010
- USA – Americans with Disabilities Act of 1990 (ADA) does not require websites to be accessible. However, since June 2010 the U.S. Department of Justice is considering to amend the ADA Lưu trữ ngày 26 tháng 5 năm 2015 tại Wayback Machine on this particular point.
- USA – Section 508 of the Rehabilitation Act Lưu trữ ngày 4 tháng 6 năm 2015 tại Wayback Machine - requires U.S. government web sites to be accessible
- Norway – About regulations for universal design of ICT Lưu trữ ngày 4 tháng 10 năm 2018 tại Wayback Machine
- Norway – Regulation for universal design of information and communication technology (ICT) solutions 2013 pursuant to the Anti-Discrimination and Accessibility Act 2008